# Фил Колинс (художник)
Вижте пояснителната страница за други личности с името Фил Колинс.
Фил Колинс (на английски: Philip "Phil" Collins) е британски визуален художник, специализиран във видеоинсталациите и номиниран през 2006 г. за престижната награда „Търнър“.

## Биография и творчество
Роден е в Рънкорн, учил в Манчестър и Улстър, живял и работил в Белфаст, Белград и Глазгоу, — в Берлин и Кьолн.
От 2011 г. Колинс е професор по видеоизкуство и пърформанс в Академията за медийни изкуства в Кьолн.
Сред най-известните му творби са They Shoot Horses (2004, по името на романа и филма „Уморените коне ги убиват, нали?“, за един диско танцов маратон, заснета с палестински младежи в Рамала) и The World Won't Listen (2005, заимстваща заглавието на един от албумите на манчестърската група Дъ Смитс, състояща се от караоке изпълнения на песни на въпросната група, заснети в Колумбия, Турция и Индонезия). Най-новият му проект се нарича soy mi madre (на испански „аз съм майка си“, цветен филм.
Произведения на Колинс са включени в Деветото истанбулско биенале и Манифеста 3. Негови самостоятелни изложби са гостували в санфранциския Музей за модерно изкуство, „Тейт Бритън“ в Лондон и други.